# Plaza de Olavide
La Plaza de Olavide (antes plaza de la Princesa y plaza Industrial), es una amplia glorieta octogonal, corazón del barrio de Trafalgar, en el distrito de Chamberí de Madrid. Confluyen en ella las calles de Trafalgar, Raimundo Lulio, Santa Feliciana, Murillo, Palafox, Jordán, Gonzalo de Córdoba y Olid. Lleva el nombre del ilustrado español del siglo xviii Pablo de Olavide.

## Historia

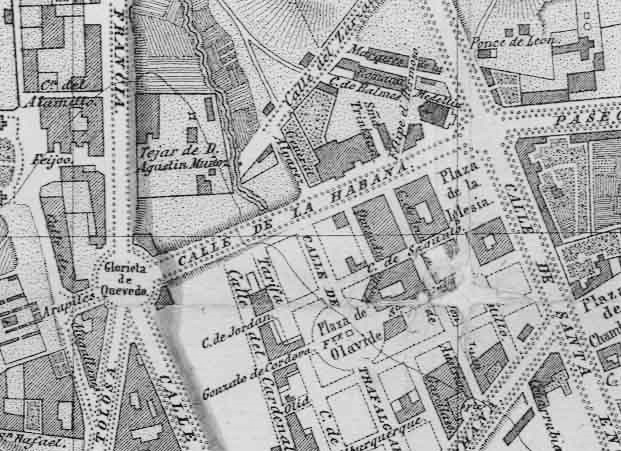
Situación de la plaza en el plano de Madrid de José Pilar Morales, de 1866.

El espacio que en su origen se conocía como barrio de Los Tejares, evolucionó tras la puesta en práctica del Ensanche de Madrid. Queda documentación fotográfica de que hacia 1875 apenas se habían construido edificios de viviendas, pero ya a finales del siglo xix e inicio del xx su perímetro estaba delimitado por muchos de los edificios que todavía rodeaban la plaza en el comienzo del siglo xxi.
Bautizada plaza de Olavide en 1860 atendiendo una propuesta vecinal, la que antes era plaza Industrial, se urbanizó como epicentro de los barrios de Trafalgar y Cardenal Cisneros.

### Patrimonio desaparecido

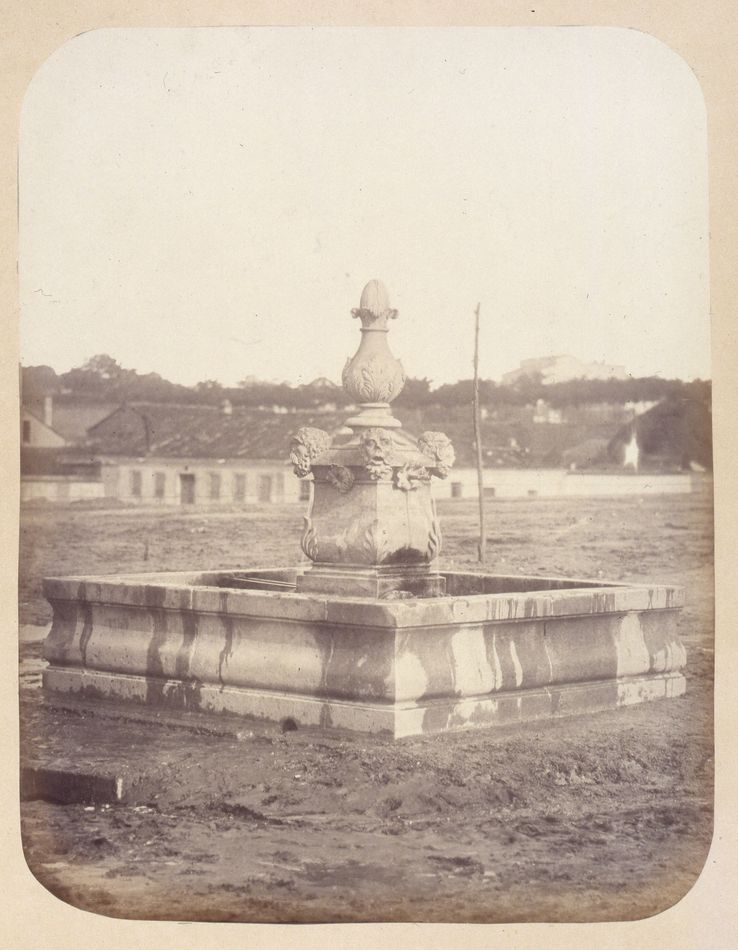
Puede considerarse origen urbano de la plaza la también desaparecida fuente vecinal, obra de finales del siglo, fotografiada por Alfonso Begué en 1864, poco antes de su desaparición.

Desde el último cuarto del siglo xix ocupó la rotonda central de la plaza un pequeño mercado construido con parte del armazón de hierro rescatado de la demolición del viejo Mercado de la Cebada, para los abastos de venta de fruta, verdura y hortalizas. La estructura fue sustituida en 1934 por una gran estructura de hormigón de estilo racionalista encargada por el ayuntamiento republicano al arquitecto Francisco Javier Ferrero. Cuarenta años después, el popular Mercado de Olavide fue demolido mediante voladura controlada, el 2 de noviembre de 1974.
 Tres años después, en 1977 se inauguró el nuevo aspecto de la plaza con un paso subterráneo para la calle Trafalgar y un aparcamiento municipal. Sucesivas remodelaciones han ido conformando una plaza soleada con parterres de arbustos y una fuente instalada en 2002.